# Qie Xin
Qiě Xīn (chinesisch 且辛) (* ? v. Chr.; † 1491 v. Chr.) herrschte als dreizehnter oder vierzehnter König der Shang-Dynastie über China.

## Leben
In den Aufzeichnungen des Großen Historikers wurde er von Sima Qian als vierzehnter Shang-König aufgeführt, als Nachfolger seines Vaters Zu Yi (祖乙). Er wurde im Jahr des Wuzi (戊子) inthronisiert. Seine Hauptstadt war Bi (庇). Er regierte etwa 16 Jahre lang (obwohl die Bambus-Annalen 14 Jahre behaupten), bevor er starb. Er erhielt den posthumen Namen Zu Xin und wurde von seinem jüngeren Bruder Wo Jia (沃甲) abgelöst.
Orakelschrift-Inschriften auf Knochen, die in Yinxu ausgegraben wurden, halten alternativ fest, dass er der dreizehnte Shang-König war.